# 包克绍
包克绍（匈牙利語：Baksa）是匈牙利巴兰尼亚州所辖的一个村。总面积13.82平方公里，总人口780，人口密度56.4人/平方公里（2011年1月1日）。